# Phattalung
Pour la province de Thaïlande, voir Province de Phattalung.
Phattalung (thaï : พัทลุง ; Phatthalung) est une ville de la région Sud de la Thaïlande. Elle est séparée du Golfe de Thaïlande par le lac de Phattalung (Thale Luang), plus communément appelé lac Songkhla. La montagne Khao Ok Thalu, symbole de la province, domine la ville.